# Många mil att gå
Många Mil att Gå är ett album av Navid Modiri & Gudarna, utgivet i september 2006.

## Låtlista
1. Min ofödde bror - 4:14
2. Omkoppling sker - 3:53
3. Låt mig va - 4:02
4. Hennes hemlighet - 4:19
5. Svenska Ensamheten - 5:29
6. Jag måste få säga - 4:19
7. God damn - 3:44
8. Räknar mig lugn - 3:18
9. Hopp skak - 2:51
10. Om jag ska dö - 5:12